# 渋川町
渋川町（しぶかわまち）は群馬県の中部、北群馬郡にあった町である。

## 地理
- 河川:吾妻川

## 歴史
- 1889年（明治22年）4月1日 - 町村制施行により、西群馬郡渋川村が単独町制施行し西群馬郡渋川町が誕生。
- 1896年（明治29年）4月1日 - 西群馬郡と片岡郡が合併し、群馬郡が発足。
- 1949年（昭和24年）10月1日 - 群馬郡から北群馬郡が分立。
- 1954年（昭和29年）4月1日 - 北群馬郡金島村、古巻村、豊秋村と合併し、渋川市が発足。